# Labastide
Labastide település Franciaországban, Hautes-Pyrénées megyében. Lakosainak száma 148 fő (2022. január 1.). Labastide Avezac-Prat-Lahitte, Esparros, Hèches és Lortet községekkel határos.

## Népesség
A település népességének változása:
| Lakosok száma | 164  | 168  | 167  | 157  | 152  | 154  | 151  | 149  | 148  |
|               | 2013 | 2015 | 2016 | 2017 | 2018 | 2019 | 2020 | 2021 | 2022 |